# Lin Sen
Lin Sen (林森T, Lín SēnP) (Fuzhou, 23 ottobre 1868 – Chongqing, 24 dicembre 1943) è stato un politico cinese.

## Biografia
È stato il Presidente del governo nazionalista cinese dal dicembre 1931 all'agosto 1943.